# Chambly (Oise)
Chambly és un municipi francès, situat al departament de l'Oise i a la regió dels Alts de França. L'any 2007 tenia 9.275 habitants.

## Demografia

### Població
El 2007 la població de fet de Chambly era de 9.275 persones. Hi havia 3.629 famílies de les quals 1.047 eren unipersonals (415 homes vivint sols i 632 dones vivint soles), 950 parelles sense fills, 1.252 parelles amb fills i 380 famílies monoparentals amb fills.
La població ha evolucionat segons el següent gràfic:
Habitants censats

### Habitatges
El 2007 hi havia 3.797 habitatges, 3.684 eren l'habitatge principal de la família, 17 eren segones residències i 95 estaven desocupats. 2.355 eren cases i 1.414 eren apartaments. Dels 3.684 habitatges principals, 1.745 estaven ocupats pels seus propietaris, 1.860 estaven llogats i ocupats pels llogaters i 79 estaven cedits a títol gratuït; 250 tenien una cambra, 525 en tenien dues, 831 en tenien tres, 996 en tenien quatre i 1.082 en tenien cinc o més. 2.593 habitatges disposaven pel capbaix d'una plaça de pàrquing. A 1.920 habitatges hi havia un automòbil i a 1.179 n'hi havia dos o més.

### Piràmide de població
La piràmide de població per edats i sexe el 2009 era:
| Homes | Edats   | Dones |
| ----- | ------- | ----- |
| 0     | 95 o +  | 4     |
| 8     | 90 a 94 | 40    |
| 24    | 85 a 89 | 80    |
| 12    | 80 a 84 | 56    |
| 80    | 75 a 79 | 144   |
| 104   | 70 a 74 | 152   |
| 136   | 65 a 69 | 160   |
| 172   | 60 a 64 | 196   |
| 164   | 55 a 59 | 148   |
| 324   | 50 a 54 | 280   |
| 300   | 45 a 49 | 312   |
| 332   | 40 a 44 | 368   |
| 352   | 35 a 39 | 372   |
| 400   | 30 a 34 | 368   |
| 392   | 25 a 29 | 380   |
| 250   | 20 a 24 | 292   |
| 324   | 15 a 19 | 349   |
| 328   | 10 a 14 | 420   |
| 316   | 5 a 9   | 364   |
| 308   | 0 a 4   | 216   |

## Economia
El 2007 la població en edat de treballar era de 6.179 persones, 4.656 eren actives i 1.523 eren inactives. De les 4.656 persones actives 4.207 estaven ocupades (2.188 homes i 2.019 dones) i 449 estaven aturades (204 homes i 245 dones). De les 1.523 persones inactives 392 estaven jubilades, 638 estaven estudiant i 493 estaven classificades com a «altres inactius».

### Ingressos
El 2009 a Chambly hi havia 3.651 unitats fiscals que integraven 9.160,5 persones, la mediana anual d'ingressos fiscals per persona era de 19.343 €.

### Activitats econòmiques
Dels 448 establiments que hi havia el 2007, 7 eren d'empreses alimentàries, 7 d'empreses de fabricació de material elèctric, 20 d'empreses de fabricació d'altres productes industrials, 54 d'empreses de construcció, 130 d'empreses de comerç i reparació d'automòbils, 19 d'empreses de transport, 30 d'empreses d'hostatgeria i restauració, 5 d'empreses d'informació i comunicació, 20 d'empreses financeres, 22 d'empreses immobiliàries, 59 d'empreses de serveis, 47 d'entitats de l'administració pública i 28 d'empreses classificades com a «altres activitats de serveis».
Dels 117 establiments de servei als particulars que hi havia el 2009, 1 era una oficina d'administració d'Hisenda pública, 1 gendarmeria, 2 oficines de correu, 10 oficines bancàries, 1 funerària, 14 tallers de reparació d'automòbils i de material agrícola, 2 tallers d'inspecció tècnica de vehicles, 1 establiment de lloguer de cotxes, 1 autoescola, 6 paletes, 5 guixaires pintors, 9 fusteries, 11 lampisteries, 7 electricistes, 2 empreses de construcció, 9 perruqueries, 2 veterinaris, 17 restaurants, 10 agències immobiliàries, 3 tintoreries i 3 salons de bellesa.
Dels 47 establiments comercials que hi havia el 2009, 1 era, 4 supermercats, 1 un supermercat, 1 una botiga de més de 120 m², 6 fleques, 1 una fleca, 1 una peixateria, 12 botigues de roba, 2 botigues d'equipament de la llar, 4 sabateries, 1 una sabateria, 2 botigues de mobles, 1 una botiga de mobles, 1 una botiga de material de revestiment de parets i terra, 1 un drogueria, 1 una perfumeria i 7 floristeries.
L'any 2000 a Chambly hi havia 6 explotacions agrícoles.

## Equipaments sanitaris i escolars
Els 3 equipaments sanitaris que hi havia el 2009 eren farmàcies.
El 2009 hi havia 2 escoles maternals i 4 escoles elementals. Chambly disposava d'un col·legi d'educació secundària amb 500 alumnes.

## Poblacions més properes
El següent diagrama mostra les poblacions més properes.